# Ferdinand Neukäufler

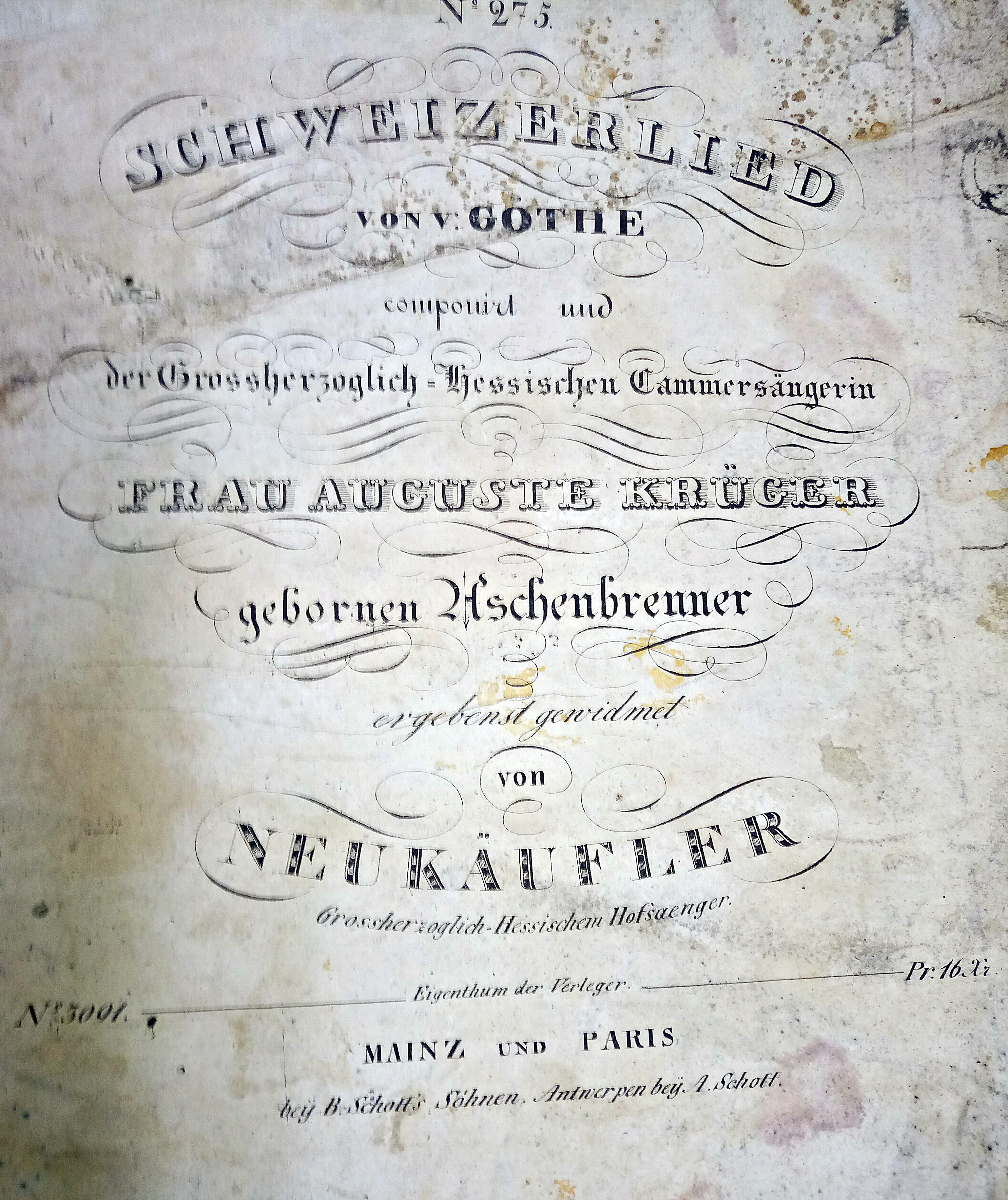
Titelblatt einer Komposition von Ferdinand Neukäufler, um 1830

Max Ferdinand Neukäufler (10. Oktober 1785 in Straßburg – 18. Februar 1860 in Darmstadt) war ein deutscher Opernsänger (Tenor, Bariton), Theaterschauspieler und Chordirektor.

## Leben
Neukäufler, der Sohn des Schauspielers Jakob Neukäufler und seiner zweiten Ehefrau Johanna, geb. Vogt (1759–1842), kam im Alter von fünf Jahren mit seinen Eltern nach Wien. Dort unterrichtete ihn Ludwig van Beethoven im Klavierspiel. Bereits mit acht Jahren sang er einen der drei Knaben in der Wiener Aufführung der Zauberflöte. 1803 sang er den „Prinzen“ in der Oper Alexander in Indien von Franz Teyber.
Danach war er von 1806 bis 1809 am Theater Augsburg und von 1809 bis 1811 in Würzburg engagiert, bevor er 1811 nach Darmstadt kam, wo er eine lange Karriere als Sänger, Schauspieler und Chordirektor hatte. Gelegentlich komponierte er auch. In Darmstadt wurde er 1816 Mitglied der Freimaurerloge Johannes der Evangelist zur Eintracht.
Neukäufler war zweimal verheiratet. Zuerst mit Ignatia, geb. Stralino aus Augsburg (gest. 21. Juli 1814 in Darmstadt) und ab 9. Dezember 1818 mit Wilhelmine, geb. Frey, aus Darmstadt.
Sein jüngerer Bruder war der Schauspieler Anton Neukäufler, seine Tochter die Opernsängerin Marie Neukäufler.